# Wolfgang Adam Toepffer
 (août 2025).
Wolfgang Adam Toepffer (ou Töpffer), né le 20 mai 1766 à Genève et mort le 10 août 1847 à Morillon, est un artiste peintre suisse. Il est le père de Rodolphe Toepffer.

## Biographie
Peintre de genre, de paysage et caricaturiste (huile et aquarelle), il est le fils d'un maître tailleur de Schweinfurt (Franconie, Allemagne) et d'une bourgeoise de Montreux (pays de Vaud). Après un apprentissage de graveur, la Société des Arts lui offre un stage à Paris qui lui fait découvrir l'Académie et les milieux artistiques.
De retour en juin 1789, la révolution à Genève laisse Töpffer sans travail. Il peint quelques portraits et caricatures (aquarelle) qu'il expose dès 1792 et suit P.-L. De la Rive dans ses campagnes de paysage où il commence bientôt à peindre en plein air. Dès le début du XIXe siècle, ses peintures de genre remportent des succès, surtout à l'étranger. L'impératrice mère Maria-Fédorovna et l'ex-Impératrice Joséphine lui achètent des tableaux ; il obtient une médaille d'or à l'exposition du Louvre en 1812.
Sa clientèle s'élargit à la Restauration, un mécène anglais le fait ainsi venir en Angleterre et ses aquarelles et lavis lui valent un franc succès en France. Töpffer sera toutefois souvent confondu avec son célèbre fils Rodolphe.
Il décède le 10 août 1847 à Morillon, petit village de la vallée du Giffre, en Haute-Savoie,.

## Galerie

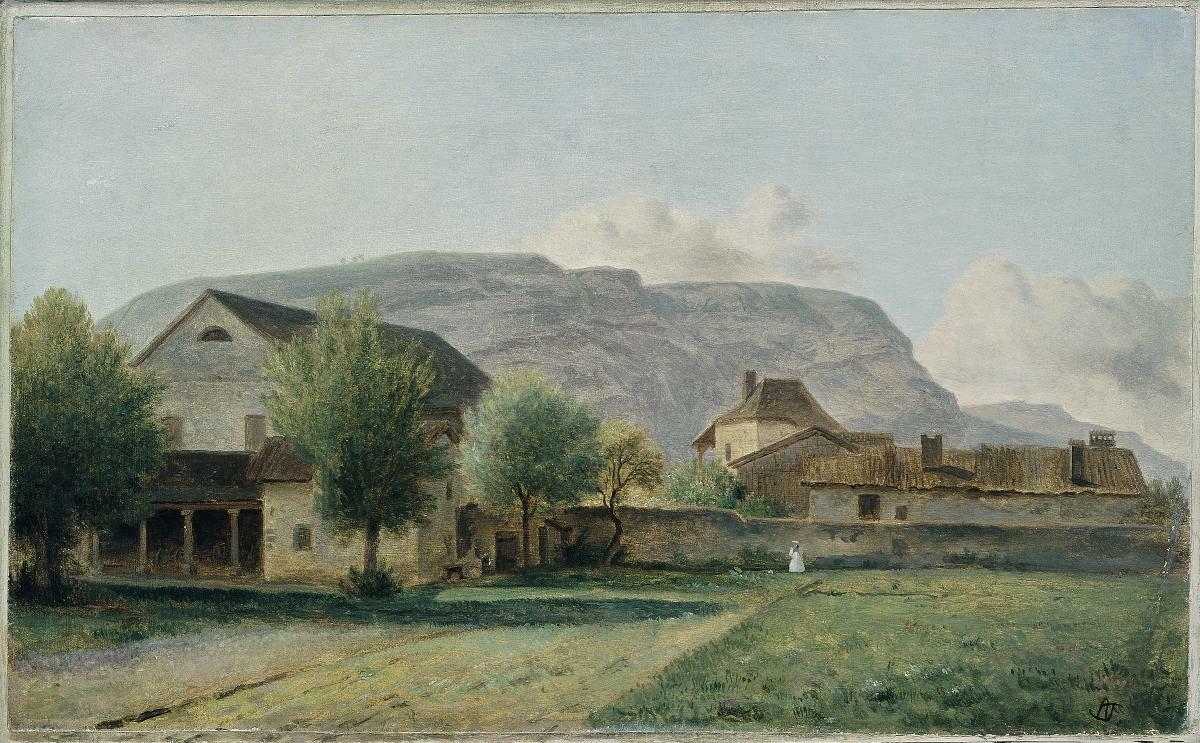
Paysage de Gaillard, près d'Annemasse (Haute-Savoie) (vers 1820).
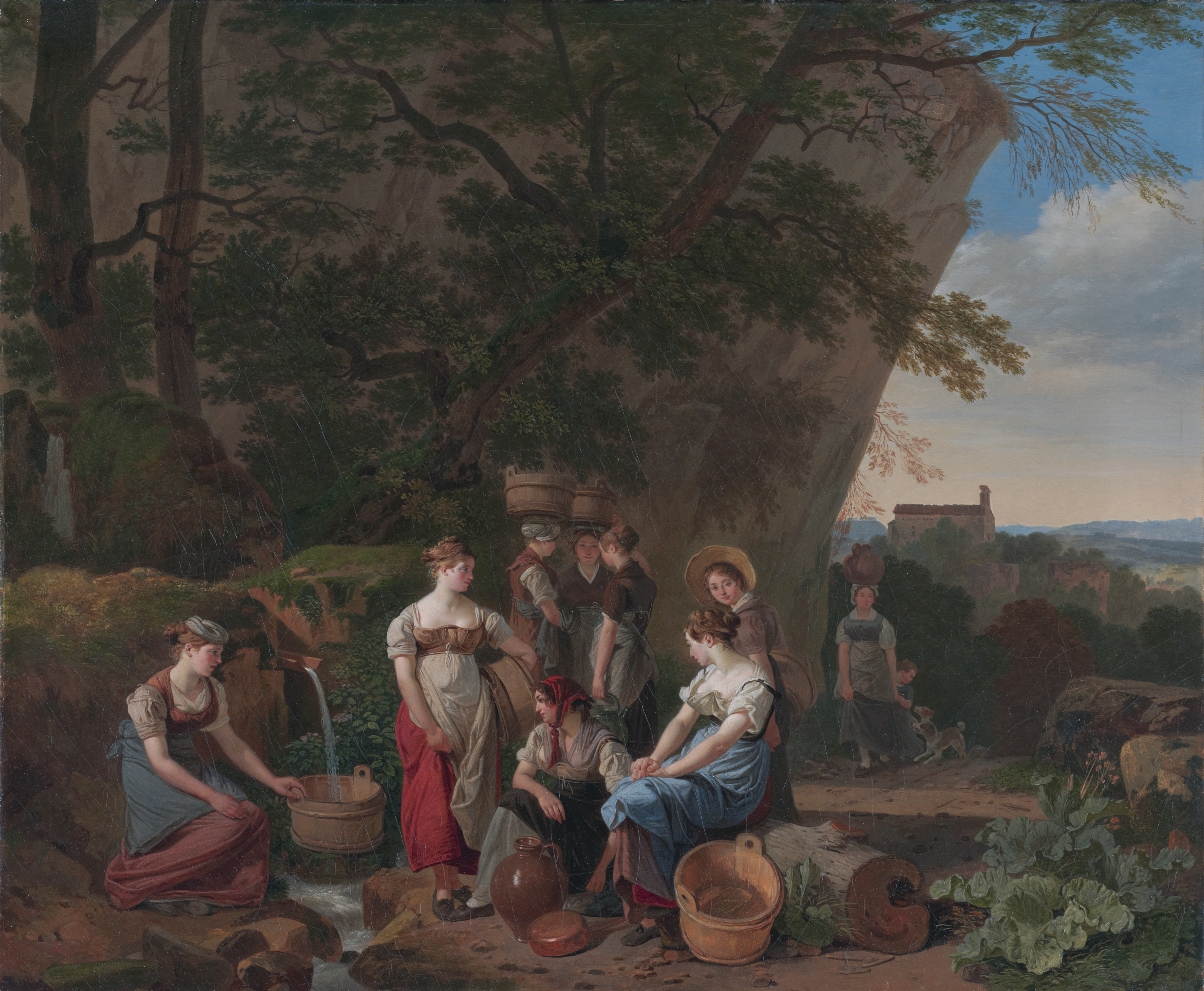
Jeune femme près d'une fontaine (vers 1830).